# コミュニティバンク
コミュニティバンクとは、（統一的な定義があるわけではないが一般的に、）マネーセンターバンクやメガバンクといった広範な地域を営業対象とする巨大銀行の対極として、比較的小規模な地域金融機関を指す語。日本では、信用金庫や信用組合を指すことが多い。米国では、総資産10億ドル（約1,000億円）未満の地域金融機関を指す。
コミュニティバンクの業務は、中小企業や個人を対象とした預金・貸出金が中心である。特に、貸出については、リレーションシップバンキングと呼ばれる、顧客との長期間にわたる取引関係を通して、顧客のビジネスや財務内容を身近によく観察し、熟知することにより審査や債権管理を行う方法が中心となる。
日本の信用金庫のように、会員による協同組織形態をとる場合もあるが、米国にあるように、株式会社形態の場合もある。また、米国では銀行法に基づく商業銀行の場合もあれば、州の貯蓄銀行法等に基づく貯蓄銀行や貯蓄貸付組合の場合もある。このように、コミュニティバンクとは、組織や免許というよりは、地域密着型のビジネスモデルを選択する金融機関を指すものである。